# Johann Georg Witthauer (Forstinspektor)

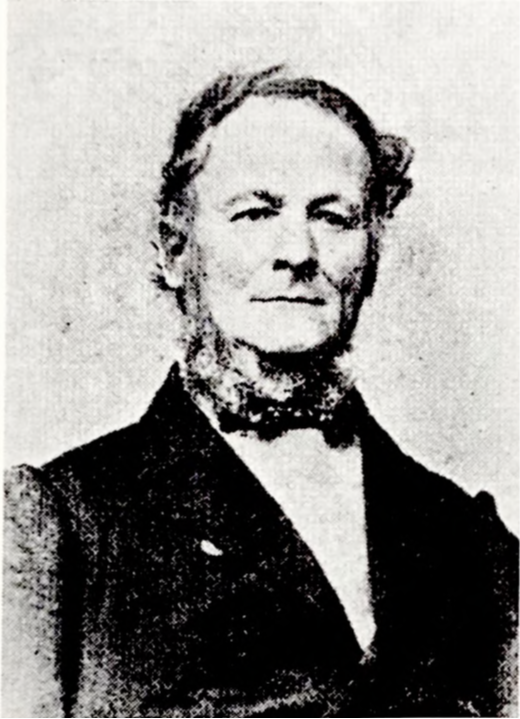
Johann Georg Witthauer

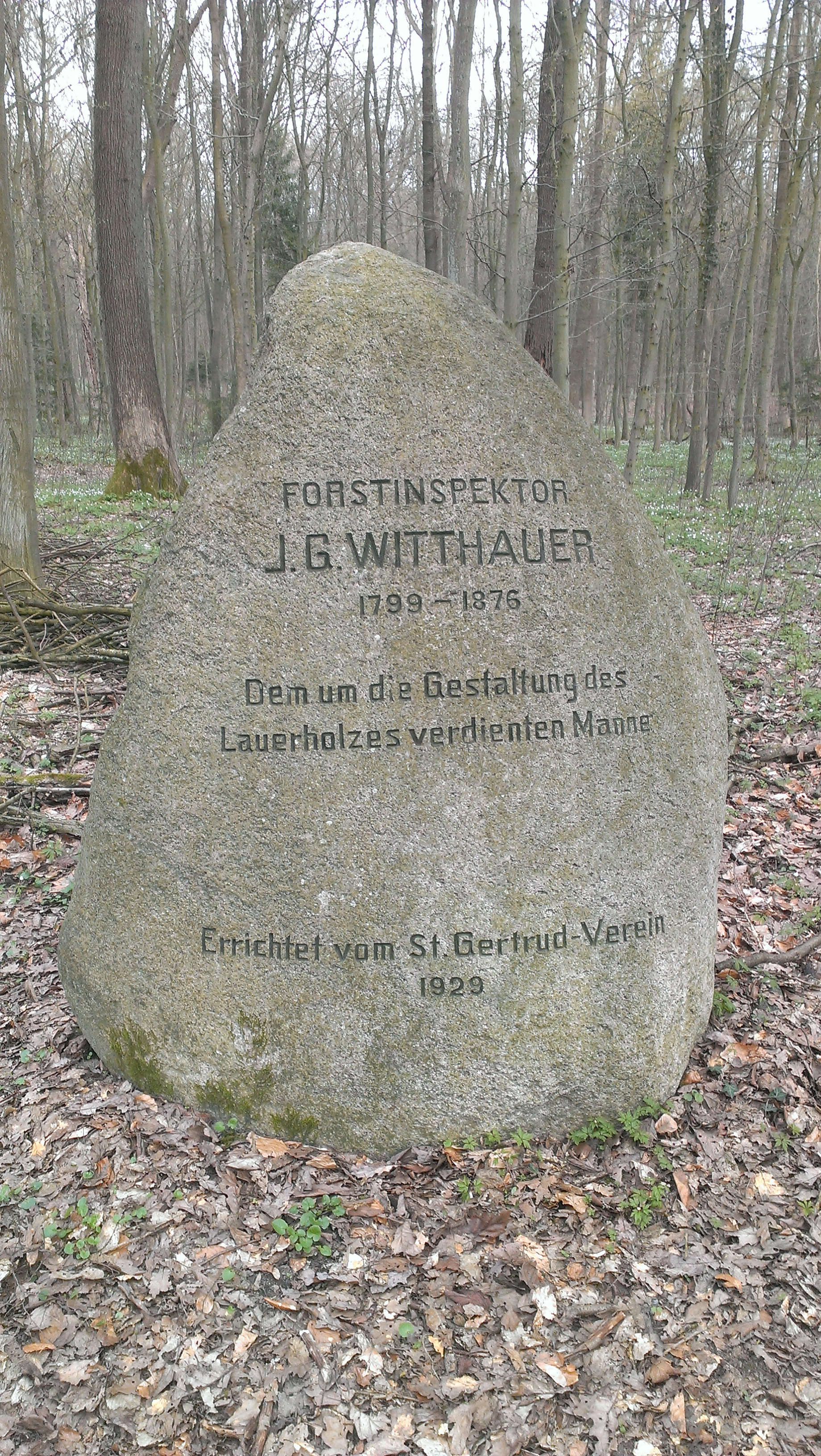
Witthauerstein im Lauerholz (2013)

Johann Georg Witthauer (* 1. April 1799 in Lübeck; † 10. Februar 1876 in Kötzschenbroda) war ein deutscher Forstinspektor.

## Leben
Johann Georg Witthauer war ein Sohn des gleichnamigen Komponisten und Kirchenmusikers Johann Georg Witthauer und dessen Frau Katharina Maria, geb. Limpricht. Der Journalist Friedrich Witthauer war sein Bruder.
Von 1820 bis 1822 besuchte er die Forstakademie in Tharandt. Noch im selben Jahr, am 6. Oktober 1822, begann er seine, zunächst freiberufliche Tätigkeit, für die Freie und Hansestadt Lübeck. Seine Gutachten und Vorträge veranlassten den Senat, ihn mit der seit langem als notwendig erkannten hauptamtlichen Aufsicht über die unmittelbar städtischen Kameralforsten und die im Treuhandbesitz der Stadt befindlichen Klosterforsten zu beauftragen. So wurde er 1832 der erste Forst- und Oeconomieinspektor Lübecks. Sein Wohn- und Dienstsitz war das für ihn damals neu gestaltete Forsthaus Israelsdorf.
Unter seiner Leitung wurde der ausgedehnte Waldbesitz erstmals nach forstwissenschaftlichen Gesichtspunkten bewirtschaftet. Als 1836 der Pachtvertrag der städtischen Domäne Wesloe auslief, erreichte Witthauer, das die Domäne nicht neu verpachtet wurde, sondern zur Aufforstung bestimmt wurde. Daraus entstand das große Waldgebiet Lauerholz. Namensgebend war das ursprünglich im Norden des Gebietes gelegene Gut Alt-Lauerhof, das bereits in der mittelalterlichen Chronik des Lesemeisters Detmar erwähnt wurde. Dieses wurde auf seinen Vorschlag hin 1862 aufgeforstet und gemeinsam mit den älteren Israelsdorfer Forsten bewirtschaftet. Damit gelang es Witthauer, ein arrodiertes Waldgebiet von 1000 Hektar zu schaffen, das sich mit der Zeit zu einem hervorragenden Bestand an Eichen entwickelte. Im Südwesten der Stadt gestaltete er ab 1839 den Kannenbruch neu. 1872 trat er in den Ruhestand, den er in Thüringen verlebte.
Seit 1833 war er verheiratet mit der aus Altona stammenden Marie Antoinette Therese Herblin (1803–1873), Tochter des aus Frankreich emigrierten Goldschmieds und Uhrmachers Jacques Herblin. Das Paar hatte zwei Töchter. Die Tochter Elise Friederike Ottilie Anne (* 9. März 1843; † 22. Juli 1919 in Dresden) heiratete am 24. Januar 1864 Friedrich Siemens, den Bruder von Werner von Siemens.

## Erinnerung
1929 setzte der St. Gertrud Verein einen Findling als Gedenkstein an Witthauer und sein Wirken. Er befindet sich im Lauerholz am Lübecker Weg beim Fuchsberg.

## Werke
- Die Pflastersteuer. Ein ernstes Wort zur Prüfung und Beurtheilung derselben. Lübeck 1843
- Die Forsten der Freien und Hansestadt Lübeck. Lübeck 1854